# بایه د مانساندو
بایه د مانساندو (به اسپانیایی: Valle de Manzanedo) یک شهرستان در اسپانیا است که در استان بورگس واقع شده‌است.

## خصوصیات
بایه د مانساندو ۷۰ کیلومترمربع مساحت و ۱۳۶ نفر جمعیت دارد.